# Каркара (Катанцаро)
Каркара је насеље у Италији у округу Катанцаро, региону Калабрија.
Према процени из 2011. у насељу је живело 23 становника. Насеље се налази на надморској висини од 700 м.